# 高林昌伸
高林 昌伸（たかばやし まさのぶ）は日本の俳優。東京都出身。株式会社ケイエムシネマ企画所属。劇団気晴らしBOYZ所属。
2017年にて俳優業を辞めて一般職に転職している
ワタナベエンターテインメントスクール(WES)を卒業後、ワタナベエンターテインメント系列に所属する。WES所属時代に知り合った仲間、脚本家 新谷辰雄 俳優 田中貴義 女優 野村由貴 畔地留似 タレント 高松雪乃、２期目に気晴らしBOYZの武田一成を迎え、YouTubeにてカスタムBOXを立ち上げリーダーとしてチームを率いている。各自の演技力を磨くため自主製作を配信している。

## 趣味
- けん玉
- ダーツ
- ボルタリング
- スノーボード

## 特技
- ゴルフ
- 乗馬
- 中国語（日常会話程度）
- 台湾語
- バスケットボール

## 資格等
- 普通自動車免許
- 全国乗馬倶楽部振興協会認定5級
- パスポート

## 経歴
- 私立駒込高等学校卒
- 東京電機大学理工学部卒
- 株式会社ファーストマネージ勤務
- 株式会社ケイエムシネマ企画所属（2012年10月〜）
- 劇団気晴らしBOYZ（2013年4月〜）

### 舞台
- 劇団気晴らしBOYZ 「草葉の陰でネタを書く。」僧侶役 （2014年 中目黒ウッディシアター）
- STRAYDOG    「母の桜が散った夜」池田役 （2014年 シアターサンモール）
- 劇団気晴らしBOYZ 「ろくでなしコーラス〜ARE YOU GAY?〜」中島役 （2013年 笹塚ファクトリー）
- 劇団気晴らしBOYZ 「SECURITY BOYZ!!!!! －俺たちスーパー警備員－」シンジ役 （2013年 サンモールスタジオ）
- 劇団気晴らしBOYZ 「MILLION DOLLARED」コンドル玉鹿役（2012年 中目黒ウッディシアター）

### ドラマ
- CX「Oh,My Dad!!」（岸田（八嶋智人）部下社員役）
- CX「東京エアポート〜東京空港管制保安部」（整備士役）
- TX「D×TOWN〜ボクらが恋愛できない理由」（バスケ部部長役）
- CX「世にも奇妙な物語2012年春の特別篇〜試着室」（同級生役）
- YTV「名探偵コナン工藤新一京都新撰組殺人事件」（搭乗客役）
- TX「さばドル」（ファン役）
- TBS「恋愛ニート」
- TBS「華和家の四姉妹」（社員役）

### TV・情報バラエティ
- NTV「心ゆさぶれ!先輩ROCK YOU〜トゥルーストーリー（幸せな羊飼い始まり物語）」（主人公：酒井伸吾役）
- YTV「日曜ビッグバラエティ 世界の秘境で大発見!日本食堂 再現ドラマ：フィリピンセブ島」（主人公役）
- NTV「心ゆさぶれ!先輩ROCK YOU〜トゥルーストーリー（甘〜い考えが町を変えた！？奇跡の夢ケーキ物語）」（主人公：清水慎一役）
- NTV「ザ!世界仰天ニュース 再現ドラマ：なぜダマされたのか?円天の秘密」（主人公息子役）
- TBS「爆報!THEフライデー」救急救命役
- YTV「超体験!タイムワープ旅行社」星雅治役

### CM
- 保険のビュッフェ（営業社員役）
- モンテローザ（客役）
- ロッテAQUOガム5秒の男（営業部長役）